# Caitlin Mullen
Pour les articles homonymes, voir Mullen.
Caitlin Mullen est une romancière américaine, auteure de roman policier.

## Biographie
Caitlin Mullen fait des études à l'Université Colgate, à l'Université de New York et à l'Université d'État de New York à Stony Brook.
En 2020, elle publie son premier roman, Please See Us avec lequel elle est lauréate du prix Edgar-Allan-Poe 2021 du meilleur premier roman. Ce roman est classé dans les dix meilleurs romans policiers de l'année 2020 par The New York Times Book Review.

## Œuvre

### Roman
- Please See Us (2020)

## Prix et distinctions

### Prix
- Prix Edgar-Allan-Poe 2021 du meilleur premier roman pour Please See Us[2]